# Zillertaler Krapfen

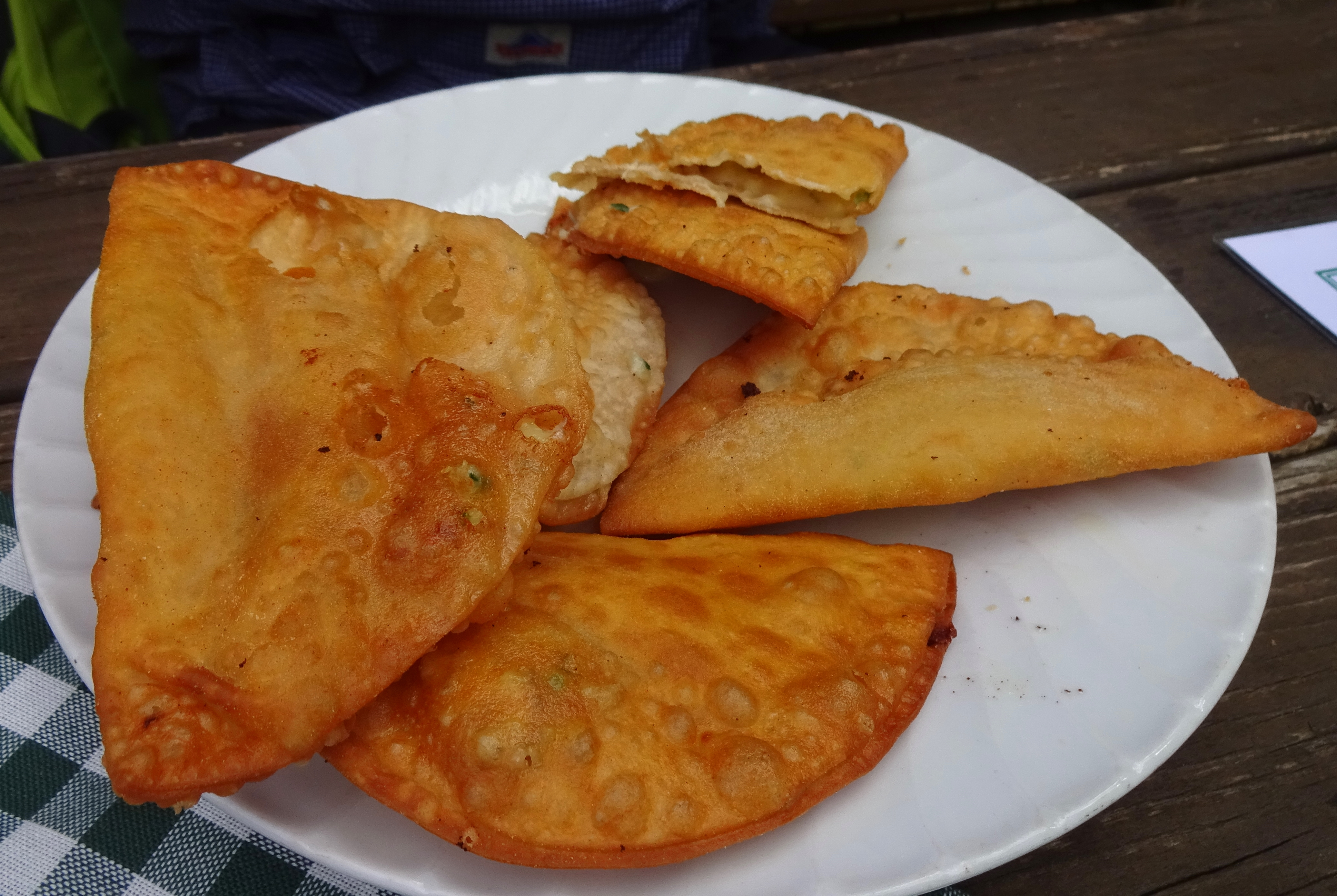
Zillertaler Krapfen

Zillertaler Krapfen sind ein Gericht der österreichischen Küche mit ursprünglicher Verbreitung im namensgebenden Zillertal, das heute jedoch in ganz Tirol zubereitet wird.
Die Krapfen beinhalten je nach Rezept Roggenmehl, Milch, Kartoffeln, Butter, Käse oder auch Topfen. Sie sind leicht herzustellen und gelten als traditionelles Bauerngericht im Zillertal.
Zillertaler Krapfen werden als beliebte Speise oftmals zu feierlichen Anlässen wie Volksfesten oder Weihnachtsmärkten gereicht.

## Herstellung
Der Krapfenteig wird aus Mehl, Milch und Salz bereitet und nach kurzer Ruhezeit zu kleinen Kugeln geformt, die mit einem Nudelwalker zur Blattl-Form plattgedrückt werden. Eine je nach Köchin unterschiedliche Mischung aus gepressten, gekochten Kartoffeln, geriebenem Tiroler Graukäse, Bröseltopfen, Salz, sowie Schnittlauch wird als Fülle auf den Teig gestrichen oder mit einem Löffel gesetzt. Die Blattln werden zu Teigtaschen zusammengeklappt und am Rand – ähnlich den Kärntner Kasnudeln – fest zusammengedrückt, damit sie sich beim Backen nicht öffnen. Verwendet man ein „Krapfenrad“ bekommen die Teiglinge einen hübsch gewellten Rand. Sie werden in heißen Fett schwimmend herausgebacken und alsbald verzehrt.